# Allocormodes woodi
Allocormodes woodi is een insect uit de familie van de vlinderhaften (Ascalaphidae), die tot de orde netvleugeligen (Neuroptera) behoort. 
Allocormodes woodi is voor het eerst wetenschappelijk beschreven door Esben-Petersen in 1927.